# Nicolás Baisi
Nicolás Baisi (Buenos Aires, 15 de julho de 1964) é um clérigo católico romano argentino e bispo de Puerto Iguazú.

## Biografia
Após frequentar o Colégio Don Jaime em Bella Vista, Nicolás Baisi estudou engenharia na Universidade de Buenos Aires por dois anos. Em seguida, ingressou no seminário de San Miguel e estudou teologia católica na Universidad del Salvador. Baisi recebeu o Sacramento da Ordem em 21 de novembro de 1993 para a Diocese de San Miguel.
Nicolás Baisi trabalhou então como vigário paroquial na paróquia do Inmaculado Corazón de María em Los Polverines, antes de ser enviado a Roma para continuar seus estudos, onde obteve a licenciatura em teologia católica pela Pontifícia Universidade São Tomás de Aquino em 2001. Após voltar para casa, Baisi trabalhou como vice-diretor da Caritas diocesana e pároco da paróquia de Nuestra Señora del Rosario em Grand Bourg. Foi também responsável pela catequese e membro do Conselho dos Presbíteros da Diocese de San Miguel. Em 2007 Nicolás Baisi tornou-se Regente do Seminário Maior de San Miguel.
Em 8 de abril de 2010, o Papa Bento XVI o nomeou bispo titular de Tepelta e nomeou-o bispo auxiliar de La Plata. O Arcebispo de La Plata, Héctor Rubén Aguer, o consagrou em 19 de junho do mesmo ano, na Catedral de La Plata; os co-consagradores foram o Bispo Auxiliar de La Plata, Antonio Marino, e o Bispo de San Miguel, Sergio Alfredo Fenoy.

Em 8 de maio de 2020, o Papa Francisco o nomeou Bispo de Puerto Iguazú, com posse em 5 de julho do mesmo ano.